# ألفارو غوميز مارتين
ألفارو غوميز مارتين (بالإسبانية: Álvaro Gómez Martín)‏ (6 يونيو 1997 في إسبانيا - ) هو لاعب كرة قدم إسباني في مركز الوسط. لعب مع نادي ألباسيتي.

## وصلات خارجية
- ألفارو غوميز مارتين على موقع قاعدة بيانات كرة القدم.إي يو (الإنجليزية)
- ألفارو غوميز مارتين على موقع Soccerway.com (الإنجليزية)